# صبریات، قنا
صبریات (به عربی: الصبريات)، روستایی از توابع دشنا در استان قنا و کشور مصر است.

## جمعیت
براساس سرشماری سال ۲۰۰۶ مصر، جمعیت آن ۸۴۳۷  نفر(۴۲۳۵ مرد و ۴۲۰۲  زن) بوده‌است.